# Нородом Сиамони
Нородом Сиамони (на кхмерски: នរោត្តម សីហមុនី) е крал на Камбоджа. Той става крал на 14 октомври 2004 г., седмица след абдикацията на баща му Нородом Сианук.
Сиамони е най-големият син на Нородом Сианук и бившата кралица-консорт Нородом Монинат и бивш посланик на Камбоджа в ЮНЕСКО, преди да бъде избран от деветчленен тронен съвет да стане следващият крал. Преди да се възкачи на трона, Сиамони учи в Чехословакия и е известен с работата си като културен посланик на Камбоджа в Европа и като инструктор по класически танци.

## Биография
Сиамони е роден на 14 май 1953 г. в Пном Пен, Камбоджа. Собственото му име „Сиамони“ се състои от две морфеми от имената на родителите му – „Сианук“ и „Монинат“. Към датата на раждането му и раждането на по-малкия му брат, майка им Моник Изи, кхмерска гражданка от френско, корсиканско и кхмерско потекло, е една от съпругите на крал Нородом Сианук. Тя е негова постоянна спътница от деня на първата им среща през 1951 г. когато Изи печели първа награда в националния конкурс за красота.
При брака си с крал Нородом Сианук през 1952 г. кралицата получава титлата „Неак Монеанг“ и името Монинат. Освен това кралица Монинат е доведена внучка на покойния принц Нородом Дуонг Чакър от Камбоджа и дъщеря на Поме Пеанг и на втория й съпруг Жан-Франсоа Изи, корсикански банкер.
Сиамони има 14 полубратя и полусестри от баща си; неговият единствен пълнокръвен брат е Самдек Нородом Нариндрапонг, който е роден през 1954 г. и умира през 2003 г.
Тогавашният принц Сиамони започва своето образование през 1959 г., когато посещава училище Нородом, а впоследствие Лицея Декарт в Пном Пен, показвайки силен интерес към изкуствата.

През 1962 г. младият Сиамони е изпратен от баща си в Прага в Чехословакия, за да продължи обучението си. Като юноша участва в продукция на „Лешникотрошачката“ на Пьотр Чайковски в престижния Национален театър в Прага, където посещава частни уроци по балет и пиано и веднъж дори е избран за телевизионна интерпретация на „Брундибар“, известна детска опера . Завършва Националната консерватория в Прага, където доразвива интереса си към сценичните изкуства, и научава отлично чешки език. От време на време се връща в Камбоджа за празници и се включва в културния живот на страната, включително участва във филм на баща си и в балетна постановка. По време на държавния преврат в Камбоджа от 1970 г., извършен от Лон Нол, Сиамони остава в Чехословакия.
Между 1971 и 1975 г. Сиамони завършва висшето си образование по класически танц и музика в Академията за сценични изкуства в Прага, което завършва с придобиването на магистърска степен, за която написва дисертация, озаглавена „Концепцията и управлението на артистичните училища в Камбоджа“. След дипломирането си през 1975 г. той напуска Прага и започва да учи кино в Северна Корея.
През 1976 г. Сиамони е принуден да се върне в Камбоджа, след като е подмамен от червените кхмери с фалшива телеграма, подписана от крал Сианук, заповядваща връщането му. Управляващият режим на червените кхмери, оглавяван от Пол Пот, незабавно се обръща срещу монархията и поставя кралското семейство, включително Сиамони, брат му принц Нородом Нариндрапонг, майка му кралица Нородом Монинат и баща му крал Нородом Сианук под домашен арест в Кралския дворец по време на по-голямата част от съществуването на Демократична Кампучия. Последвалият геноцид в Камбоджа води до убийството на няколко членове на разширеното кралско семейство, а Сиамони и най-близкото му семейство живеят в ежедневен страх за живота си, на практика изолирани от външния свят. С виетнамската инвазия през 1979 г., която прогонва червените кхмери, семейството е транспортирано с хеликоптер в Китай и впоследствие Сиамони работи като секретар на баща си.
През 1981 г. Сиамони се премества във Франция, за да преподава балет като професор по класически танц и артистична педагогика, позиция, която заема почти две десетилетия в различни музикални училища, включително консерваторията „Мариус Петипа“, консерваторията „Габриел Форе“ и консерваторията „В. А. Моцарт“. По-късно той е и президент на Асоциацията за кхмерски танци във Франция. Сиамони живее във Франция близо 20 години и продължава да се занимава с изкуства, включително създаването на „Ballet Deva“, оригинална танцова трупа, в която служи като неин генерален мениджър и артистичен директор. През това време той приема монашеството под егидата на Самдех Бур Кри, който по-късно става върховен патриарх на Камбоджа.
В началото на 1990 г. Върховният национален съвет на Камбоджа, който е признат от Резолюция 668 на Съвета за сигурност на ООН като част от преходния процес в страната съгласно Парижките мирни споразумения от 1991 г., единодушно избира принц Сиамони за свой постоянен представител в ООН. През 1993 г. принцът е назначен за постоянен представител на Камбоджа в ЮНЕСКО в Париж, роля, която изпълнява до 2004 г., когато става крал. Като постоянен представител на Камбоджа в ЮНЕСКО той става известен със своята упорита работа и отдаденост на камбоджанската култура. Преди това той отказва назначение като посланик на Камбоджа във Франция.

## Управление
На 14 октомври Сиамони е избран от специален деветчленен съвет, част от процеса за избор на нов крал след изненадващата абдикация на крал Нородом Сианук седмица по-рано. По това време конституцията на Камбоджа не съдържа разпоредби относно случаите на абдикация на монарха. Изборът на принц Сиамони е утвърден от министър-председателя Хун Сен и председателя на народното събрание принц Нородом Ранарид (полубрат на Сиамони). Решението е подкрепено и от крал Сианук. Твърди се, че Сиамони е имал задръжки да поеме поста, но в името на националния интерес приема и на 20 октомври се връща в Пном Пен, придружен от родителите си, баща му Нородом Сианук и майка му Нородом Монинат. Близо 100 000 души се редят по пътя от международното летище „Пном Пен“ до Кралския дворец, за да приветстват бъдещия си крал.
Сиамони встъпва в длъжност и официално е коронясан за крал на 29 октомври 2004 г. на церемония в Кралския дворец в столицата. Коронацията се отличава със своята простота, за което настояват както бившият крал Сианук, така и новоизбраният крал Сиамони, който не иска церемониите да сатвърде пищни и да харчат твърде много пари на данъкоплатците във вече обеднялата страна. Скъсвайки с традицията Сиамони не заема мястото си на издигнат трон, нито носи монархическата корона от злато и диаманти, част от кралските регалии.
10-годишнината от коронацията е отбелязана с тържества на 29 октомври 2014 г. Доброжелатели, представляващи различни слоеве от населението на кралството, се събират пред кралския дворец, за да отбележат събитието и да изразят почитта си към краля.